# Mirhan Hussein
Mirhan Hussein Bassyouni Ahmed (tiếng Ả Rập: ميرهان حسين) là một ca sĩ và diễn viên người Ai Cập. Cô sinh ra ở Cairo vào ngày 28 tháng 10. Cô nổi tiếng nhờ phiên bản tiếng Ả Rập của chương trình tài năng thực tế Học viện ngôi sao trong mùa thứ 5, đại diện cho Ai Cập vào năm 2008. Trước khi tham gia Học viện Ngôi sao. Mirhan Hussein học du lịch và tham quan và sau đó làm việc trong một công ty quảng cáo. Cô thích vẽ và hát. Tài năng của cô là toàn diện khi cô đã chứng minh khả năng ca hát, nhảy, diễn xuất và trình bày các chương trình. Sự đa dạng và tài năng màu sắc tuyệt vời này là nhờ tính cách lôi cuốn, sự kiên trì của cô ấy để trở nên xuất sắc và niềm tin vào khả năng của cô ấy. Mặc dù cô không học hát hay diễn xuất ở bất kỳ học viện giáo dục nào, vì cô tốt nghiệp ngành du lịch, cô đã có thể chứng minh tài năng của mình trong chương trình nổi tiếng này và vượt qua một số đồng nghiệp của cô trong học viện đã nghiên cứu hoặc thực hành âm nhạc trước khi họ tham gia Học viện ngôi sao 5. Hơn nữa, mặc dù thực tế là chương trình được xây dựng dựa trên sự cạnh tranh giữa các ứng cử viên, cô ấy lại rất thân thiện, hữu ích và hỗ trợ tất cả các đồng nghiệp của mình. Mirhan có tính cách rất sôi nổi, tài năng, thân thiện và hỗ trợ. Con đường của cô sau học viện chứng tỏ rằng cô quyết tâm theo đuổi sự nghiệp một cách hợp lý, chậm rãi và bền bỉ. Năm 2016, Mirhan bị bắt nhưng được thả ra ngay sau đó.

## Sự nghiệp
Do sự thành công của cô trong Học viện ngôi sao 5, Mirhan và 6 ứng cử viên khác đã được chọn tham gia Tour diễn Học viện ngôi sao.

## liên kết ngoài
- Mirhan Hussein trên Facebook
- Mirhan Hussein
- Mirhan Hussein trên Instagram